# Anomia
Anomia is een geslacht van tweekleppigen uit de familie Anomiidae.

## Soorten
- Anomia achaea Gray, 1850
- Anomia acontes Gray, 1850
- Anomia chinensis Philippi, 1849
- Anomia cytaeum Gray, 1850
- Anomia ephippium Linnaeus, 1758 (Paardenzadel)
- Anomia macostata Huber, 2010
- Anomia peruviana d'Orbigny, 1846
- Anomia simplex d'Orbigny, 1853
- Anomia trigonopsis Hutton, 1877